# Linggiu-Stausee
Der Linggiu-Stausee ist ein See mit 3 Dämmen nahe der Ortschaft Bandar Tenggera im Bundesstaat Johor im Süden der malaiischen Halbinsel.

## Beschreibung
Der See ist etwa 18 km lang und 11 km breit und enthält mehr als 60 Inseln. Er entwässert über den  Sungai Linggiu in den Sungai Johor.  Mit dem Bau des Dammes wurde 1988 begonnen; 1994 wurde er zu einem Preis von 96 Millionen  S$ fertiggestellt.  Betrieben wird das Reservoir vom Staat Singapur und dient mit der Trinkwasserversorgung des Stadtstaats.